# Wayne Black
Wayne Hamilton Black (Harare, 14 de novembro de 1973) é um ex-tenista profissional zimbabuano. Irmão de Cara Black e Byron Black, ambos também tenistas.
Especialista em duplas, conquistou dois Grand Slams ao lado de Kevin Ullyett. Conquistou 18 títulos de duplas no total. Também conquistou dois Grand Slams de duplas mistas ao lado da irmã Cara Black: Roland Garros em 2002 e Wimbledon em 2004.

## Duplas (33 finais)
| Legenda                             |
| Grand Slam (2–1)                    |
| Tennis Masters Cup (0–1)            |
| ATP Masters Series (5–6)            |
| ATP International Series Gold (1–2) |
| ATP Tour (10–5)                     |

| Títulos por Piso |
| Duro (14–11)     |
| Saibro (2–2)     |
| Grama (1–0)      |
| Carpete (1–2)    |

| Resultado | N.  | Data              | Torneio                         | Piso     | Parceiro         | Oponentes                           | Placar                    |
| --------- | --- | ----------------- | ------------------------------- | -------- | ---------------- | ----------------------------------- | ------------------------- |
| Vice      | 1.  | 25 Maio 1998      | St. Poelten, Áustria            | Saibro   | David Adams      | Jim Grabb David Macpherson          | 4–6, 4–6                  |
| Campeão   | 1.  | 15 Fevereiro 1999 | Dubai, EAU                      | Duro     | Sandon Stolle    | David Adams John-Laffnie de Jager   | 4–6, 6–1, 6–4             |
| Campeão   | 2.  | 15 Março 1999     | Indian Wells, EUA               | Duro     | Sandon Stolle    | Ellis Ferreira Rick Leach           | 7–6(7–4), 6–3             |
| Campeão   | 3.  | 29 Março 1999     | Miami, EUA                      | Duro     | Sandon Stolle    | Boris Becker Jan-Michael Gambill    | 6–1, 6–1                  |
| Vice      | 2.  | 12 Abril 1999     | Chennai, Índia                  | Duro     | Neville Godwin   | Mahesh Bhupathi Leander Paes        | 6–4, 5–7, 4–6             |
| Vice      | 3.  | 19 Abril 1999     | Tokyo, Japão                    | Duro     | Brian MacPhie    | Jeff Tarango Daniel Vacek           | 3–4, RET.                 |
| Vice      | 4.  | 31 Janeiro 2000   | Australian Open, Melbourne      | Duro     | Andrew Kratzmann | Ellis Ferreira Rick Leach           | 4–6, 6–3, 3–6, 6–3, 16–18 |
| Campeão   | 4.  | 9 Outubro 2000    | Hong Kong                       | Duro     | Kevin Ullyett    | Dominik Hrbatý David Prinosil       | 6–1, 6–2                  |
| Campeão   | 5.  | 8 Janeiro 2001    | Chennai, Índia                  | Duro     | Byron Black      | Barry Cowan Mosé Navarra            | 6–4, 6–3                  |
| Campeão   | 6.  | 19 Fevereiro 2001 | Copenhague, Dinamarca           | Duro (i) | Kevin Ullyett    | Jiří Novák David Rikl               | 6–3, 6–3                  |
| Campeão   | 7.  | 9 Outubro 2001    | U.S. Open, Nova York            | Duro     | Kevin Ullyett    | Donald Johnson Jared Palmer         | 7–6(11–9), 2–6, 6–3       |
| Campeão   | 8.  | 7 Janeiro 2002    | Adelaide, Austrália             | Hard     | Kevin Ullyett    | Bob Bryan Mike Bryan                | 7–5, 6–2                  |
| Campeão   | 9.  | 4 Março 2002      | San Jose, EUA                   | Duro (i) | Kevin Ullyett    | John-Laffnie de Jager Robbie Koenig | 6–3, 4–6, [10–5]          |
| Vice      | 5.  | 13 Maio 2002      | Rome, Itália                    | Saibro   | Kevin Ullyett    | Martin Damm Cyril Suk               | 5–7, 5–7                  |
| Campeão   | 10. | 17 Junho 2002     | London/Queen's Club, Inglaterra | Grama    | Kevin Ullyett    | Mahesh Bhupathi Max Mirnyi          | 7–5, 6–3                  |
| Campeão   | 11. | 19 Agosto 2002    | Washington, D.C., EUA           | Duro     | Kevin Ullyett    | Bob Bryan Mike Bryan                | 3–6, 6–3, 7–5             |
| Campeão   | 12. | 14 Outubro 2002   | Lyon, França                    | Carpete  | Kevin Ullyett    | Mark Knowles Daniel Nestor          | 6–4, 3–6, 7–6(7–3)        |
| Campeão   | 13. | 28 Outubro 2002   | Stockholm, Suécia               | Duro (i) | Kevin Ullyett    | Wayne Arthurs Paul Hanley           | 6–4, 2–6, 7–6(7–4)        |
| Vice      | 6.  | 3 Março 2003      | Dubai, EAU                      | Duro     | Kevin Ullyett    | Leander Paes David Rikl             | 3–6, 0–6                  |
| Campeão   | 14. | 5 Maio 2003       | Munich, Alemanha                | Saibro   | Kevin Ullyett    | Joshua Eagle Jared Palmer           | 6–3, 7–5                  |
| Vice      | 7.  | 6 Outubro 2003    | Moscou, Russia                  | Carpete  | Kevin Ullyett    | Mahesh Bhupathi Max Mirnyi          | 3–6, 5–7                  |
| Vice      | 8.  | 20 Outubro 2003   | Madrid, Espanha                 | Duro (i) | Kevin Ullyett    | Mahesh Bhupathi Max Mirnyi          | 2–6, 6–2, 3–6             |
| Vice      | 9.  | 22 Março 2004     | Indian Wells, EUA               | Duro     | Kevin Ullyett    | Arnaud Clément Sébastien Grosjean   | 3–6, 6–4, 5–7             |
| Campeão   | 15. | 5 Abril 2004      | Miami, EUA                      | Duro     | Kevin Ullyett    | Jonas Björkman Todd Woodbridge      | 6–2, 7–6(14–12)           |
| Campeão   | 16. | 17 Maio 2004      | Hamburgo, Alemanha              | Saibro   | Kevin Ullyett    | Bob Bryan Mike Bryan                | 6–4, 6–2                  |
| Vice      | 10. | 26 Julho 2004     | Indianapolis, EUA               | Duro     | Kevin Ullyett    | Jordan Kerr Jim Thomas              | 7–6(9–7), 6–7(3–7), 3–6   |
| Vice      | 11. | 8 Novembro 2004   | Paris, França                   | Carpete  | Kevin Ullyett    | Jonas Björkman Todd Woodbridge      | 3–6, 4–6                  |
| Vice      | 12. | 22 Novembro 2004  | Tennis Masters Cup, Houston     | Duro     | Kevin Ullyett    | Bob Bryan Mike Bryan                | 6–4, 5–7, 4–6, 2–6        |
| Campeão   | 17. | 31 Janeiro 2005   | Australian Open, Melbourne      | Duro     | Kevin Ullyett    | Bob Bryan Mike Bryan                | 6–4, 6–4                  |
| Vice      | 13. | 4 Abril 2005      | Miami, United States            | Hard     | Kevin Ullyett    | Jonas Björkman Max Mirnyi           | 1–6, 2–6                  |
| Vice      | 14. | 8 Agosto 2005     | Washington, D.C., EUA           | Hard     | Kevin Ullyett    | Bob Bryan Mike Bryan                | 4–6, 2–6                  |
| Campeão   | 18. | 15 Agosto 2005    | Montreal, Canadá                | Duro     | Kevin Ullyett    | Jonathan Erlich Andy Ram            | 6–7(5–7), 6–3, 6–0        |
| Vice      | 15. | 22 Agosto 2005    | Cincinnati, EUA                 | Duro     | Kevin Ullyett    | Jonas Björkman Max Mirnyi           | 6–7(3–7), 2–6             |